# Малка (річка)
43°26′30″ пн. ш. 42°32′52″ сх. д. / 43.441666666667° пн. ш. 42.547777777778° сх. д.Малка (кабард.-черк. Бал'к', карач.-балк. Балик' суу — «рибна річка»; у верхів'ї Кизилкол) — річка в Росії. Головний лівий приплив Терека. Більша частина річки протікає територією Кабардино-Балкарії, невелика ділянка в нижній течії утворює кордон зі Ставропольським краєм. Довжина — 210 км, площа водозбірного басейну — 10 тисяч км.

## Опис
Витоки Малки знаходяться на північних схилах Ельбрусу. З льодовиків Уллу-чиран, Кара-чаул, Уллу-кол, Мікель-чиран, Кингир-сирт, Чунгур-чат-чиран стікають невеликі річки Кизил-кіл, Бірджали-су (див. Джили-Су), Силтран-Тарі-су, Каракая-су та інші безіменні струмки, які, зливаючись разом у районі перевалу Кая-Ешик, утворюють річку Малку. На цій ділянці виходять на поверхню скельні породи, тому ложе річки східчасте з чотирма водоспадами висотою від 20 до 40 м.
У верхів'ях Малка — бурхлива гірська річка, що приймає безліч приток (26), серед яких найбільшими є Мушта і Кічмалка — ліві та Шаукол — правий. Виходячи на рівнину за 65 кілометрів від гирла, Малка, зберігаючи загальний напрямок течії на схід, протікає північною частиною республіки і впадає в Терек неподалік станиці Катериноградської. На рівнині значна частина води (16 % стоку) йде на зрошення полів Прохладненського району Кабардино-Балкарії, Ставропілля та Північної Осетії. На південь від міста Прохладного, приблизно на відстані 20 км до гирла, Малка приймає свій головний правий приплив — Баксан. Площа водозбору Баксана — більше половини площі водозбору Малки, витрата води близько 85 % стоку Малки.